# Braquigrafia
Braquigrafia (do grego βραχύς = "curto" + γράφειν = escrever, transliterado brachys = "curto" + gráphein = escrever) é qualquer forma de escrita reduzida, seja qual for a origem ou ainda a finalidade da redução. Braquigrafia pode conceber-se como ciência autônoma. Dado à sua natureza, compreende-se-a como disciplina prática vinculada à semiologia. Porém, pode-se entendê-la também como ciência auxiliar prática.
Braquigrama é o elemento de representação escrita braquigráfica, simples ou composto, considerado isolada ou conjuntamente com relação aum achado ou produção. Logo, braquigrama pode ser concebido como o gênero do qual fazem parte todas as espécies de escrita reduzida, qualquer que seja a sua origem ou finalidade. Diz-se ainda redução braquigráfica ou, quando não houver possibilidade de confusão ou pelo uso em contexto ou domínio específico e inambíguo, abreviatura. Deve, contudo, ficar claro que abreviatura não é o mesmo que braquigrama, senão tão somente uma espécie deste. Assim também o símbolo: espécie de braquigrama, elemento gráfico ou objeto que representa e/ou indica de forma convencional um elemento importante para o esclarecimento ou a realização de alguma coisa; sinal, signo: símbolos matemáticos; símbolos físicos, químicos e biológicos; símbolos de meteorologia e de perigo etc.. Porém, símbolo não é abreviatura e observa regras específicas em sua notação e em sua nomenclatura.
Como disciplina auxiliar, braquigrafia pode dizer-se o ramo da paleografia que estuda inscrições em achados culturais antigos. Sistemas braquigráficos podem expressar-se por meio das seguintes formas:
1. suspensão, como em C., para o prenome latino Gaius;
2. contração, como em "ama", para o latim anima, ou por letras sobrepostas, como "aa", "alia";
3. aférese, como em "g.", para ergo;
4. sinais especiais, como para as formas do verbo latino esse (ser).

São espécies de braquigramas, em lista não exaustiva:
1. abreviaturas e assemelhados;
2. acrogramas, acrônimos e assemelhados;
3. nomina sacra, notae iuris e assemelhados;
4. notas tironianas, taquigramas, estenogramas e assemelhados;
5. siglas, siglemas, sigloides, siglônimos e assemelhados;
6. símbolos e assemelhados.

Cada espécie de braquigrama tem regras próprias de formação, notação e nomenclatura. Seu emprego correto depende desse conhecimento.
Consideram-se entre as formas mais antigas de sistemas braquigráficos os acrogramas, as siglas e assemelhados, os nomina sacra, e as notae iuris. Ainda se incluem as notas tironianas, sistema reduzido de escrita criado pelo romano Marco Túlio Tiro (às vezes dito apenas Tiro ou Tirão), ex-escravo, liberto de Cícero, a quem se costuma atribuir o desenvolvimento de certa notação reduzida na escrita, precursora dos modernos sistemas de taquigrafia (modalidade de escrita reduzida, manual, segundo convenções próprias, muito utilizada em assembleias e tribunais) e estenografia (variante mecanizada da taquigrafia). E, por generalidade, também se incluem entre os sistemas braquigráficos os símbolos, qualquer que seja a sua finalidade e qualquer que seja a ciência ou o ramo da atividade ou conhecimento em que se inserem.